# Pupinov most
Pupinov most, cyr. Пупинов мост – most drogowy nad Dunajem w Belgradzie, stolicy Serbii.
Most stanowi połączenie komunikacyjne dwóch części miasta Belgrad – Zemunu i Borčy. Jego długość wynosi 1507 metrów. Za budowę odpowiadało chińskie przedsiębiorstwo China Road and Bridge Co. Budowa trwała w latach 2011–2014. Do użytku oddano go 18 grudnia 2014. Nazwano go na cześć serbskiego fizyka Mihajla Pupina.